# 1959-es Formula–1 francia nagydíj
Az 1959-es Formula–1-es világbajnokság negyedik futama a francia nagydíj volt.

## Futam
Striling Moss a francia nagydíjra átült az apja által alapított British Racing Partnership BRM P25-ösébe, így Rob Walker csapatában csak Trintignant vezetett. Itt mutatkozott be a Ferrari színeiben Dan Gurney. A gyors reimsi pályán Tony Brooks autózta a legjobb időt Brabham és Phil Hill előtt. A rajtnál Brooks állt az élre Moss és Gregory előtt. Az első körökben probléma adódott a Thillois hajtűkanyarban, ahol feltöredezett az aszfalt. Gregory arcát egy nekirepülő kő vágta meg, míg másoknak meghibásodott az autójuk a felrepülő kövek miatt. Brooks a délután hátralévő részében végig vezetett. Trintignant a második helyre helyre ért fel, de megcsúszása után autója megállt, majd visszatolta azt a pályára. A második hely így Brabhamé, majd Phil Hillé lett. Később Moss Brabham megelőzése után Hillt is megpróbálta utolérni, de kuplung nélkül kirepült és megállt. Külső segítséggel visszatolták, de ezért később kizárták. A futamot Brooks nyerte Hill és Brabham előtt. Jean Behra még a rajtnál lemaradt motorja lefulladása miatt, de sikerült felérnie a harmadik helyre, ekkor azonban motorja meghibásodása miatt kiesett. A verseny után vitába keveredett a Ferrari csapatvezetőjével, Romolo Tavonival, akit meg is ütött. Emiatt elküldték a csapattól. Stirling Mosst pályaelhagyás miatt zárták ki a versenyből. A 415,1 kilométeres futamon 205,079 km/órás átlaggal győzött Tony Brooks.
| Helyezés | #  | Versenyző               | Csapat/Motor    | Futott körök | Idő/Kiesés oka  | Rajthely | Pontszám |
| -------- | -- | ----------------------- | --------------- | ------------ | --------------- | -------- | -------- |
| 1        | 24 | Tony Brooks             | Ferrari         | 50           | 2:01'26,5       | 1        | 8        |
| 2        | 26 | Phil Hill               | Ferrari         | 50           | + 27,5          | 3        | 6        |
| 3        | 8  | Jack Brabham            | Cooper-Climax   | 50           | + 1'37,7        | 2        | 4        |
| 4        | 22 | Olivier Gendebien       | Ferrari         | 50           | + 1'47,5        | 11       | 3        |
| 5        | 12 | Bruce McLaren           | Cooper-Climax   | 50           | + 1'47,7        | 10       | 2        |
| 6        | 44 | Ron Flockhart           | BRM             | 50           | + 2'05,7        | 13       |          |
| 7        | 6  | Harry Schell            | BRM             | 47           | + 3 kör         | 9        |          |
| 8        | 40 | Giorgio Scarlatti       | Maserati        | 41           | + 9 kör         | 21       |          |
| 9        | 42 | Carel Godin de Beaufort | Maserati        | 40           | + 10 kör        | 20       |          |
| 10       | 38 | Fritz d'Orey            | Maserati        | 40           | + 10 kör        | 18       |          |
| 11       | 14 | Maurice Trintignant     | Cooper-Climax   | 36           | + 14 kör        | 8        |          |
| Kiz      | 2  | Stirling Moss           | BRM             | 42           | Kizárva         | 4        |          |
| Ki       | 30 | Jean Behra              | Ferrari         | 31           | Motorhiba       | 5        |          |
| Ki       | 16 | Roy Salvadori           | Cooper-Maserati | 20           | Motorhiba       | 16       |          |
| Ki       | 28 | Dan Gurney              | Ferrari         | 19           | Hűtő            | 12       |          |
| Ki       | 34 | Innes Ireland           | Lotus-Climax    | 14           | Kerék           | 15       |          |
| Ki       | 18 | Ian Burgess             | Cooper-Maserati | 13           | Motorhiba       | 19       |          |
| Ki       | 10 | Masten Gregory          | Cooper-Climax   | 8            | Fizikai állapot | 7        |          |
| Ki       | 32 | Graham Hill             | Lotus-Climax    | 7            | Hűtő            | 14       |          |
| Ki       | 20 | Colin Davis             | Cooper-Maserati | 7            | Olajszivárgás   | 17       |          |
| Ki       | 4  | Jo Bonnier              | BRM             | 6            | Motorhiba       | 6        |          |
| NI       | 36 | Azdrubal Fontes         | Maserati        |              | Nem indult      |          |          |

## Statisztikák
Vezető helyen:
- Tony Brooks: 50 kör (1-50)

Tony Brooks 5. győzelme, 2. pole-pozíciója, Stirling Moss 14. leggyorsabb köre.
- Ferrari 28. győzelme.

Jean Behra utolsó (R) és Dan Gurney első versenye.